# Romolo Guerreri
Romolo Guerreri (Milano, 31 agosto 1990) è un attore italiano.

## Biografia
Inizia la sua carriera facendo pubblicità per UPIM, nel 1998. Negli anni successivi parteciperà a Don Luca, Bravo Bravissimo, La partita - La difesa di Lužin e come intervistatore in Quasi Gol, programma settimanale della Disney. Il suo primo ruolo da protagonista arriva nel 2005, partecipando a Quelli dell'intervallo, dove interpreta il ruolo di Nico, come nei spin-off Quelli dell'intervallo in vacanza, Fiore e Tinelli, dove prende parte all'episodio La festa (2007), Quelli dell'Intervallo Cafe e Quelli dell'Intervallo Cafe - Casa Pierpiero, nel 2010-2011. Nel 2010 inoltre è stato conduttore del programma televisivo, in onda su Disney XD Sketch Up. Nel 2011-2012 è apparso nella serie di Disney Channel Life Bites - Pillole di vita dove interpreta Nico di Quelli dell'intervallo, Quelli dell'intervallo Café e Quelli dell'intervallo Café - Casa Pierpiero. Inoltre è stato uno dei protagonisti del film Bianca come il latte, rossa come il sangue, che è uscito nelle sale il 4 aprile 2013.
Insieme a Adalberto Lombardo, ha fondato la L.A.M.P, e producono film. Fino ad ora hanno prodotto il cortometraggio Finale di partita, che ha vinto il terzo premio Assolombarda, sezione Luci ed immagini. Infine, il film La partita, che ha vinto il secondo premio RAI Mencucci ed il film Waterlove, che stanno ancora girando.

## Carriera

### Televisione
- Don Luca – serie TV (2000)
- Quelli dell'intervallo – serie TV (2005)
- Quelli dell'intervallo in vacanza – miniserie TV (2008)
- Sketch Up – serie TV, 31 episodi (2010-2011)
- Benvenuti a tavola - Nord vs Sud – serie TV (2012)
- I soliti idioti – serie  TV, 2 episodi (2012)
- Talent High School - Il sogno di Sofia – serie TV, 48 episodi (2012-2013)

### Cinema
- La partita - La difesa di Lužin (The Luzhin Defence), regia di Marleen Gorris (2000)
- La festa, regia di Simone Scafidi (2013)
- Bianca come il latte, rossa come il sangue, regia di Giacomo Campiotti (2013)
- Come diventare grandi nonostante i genitori, regia di Luca Lucini (2016)

### Videografia
- Sotto bombardamento, videoclip del singolo di Luciano Ligabue (2012)
- Se si potesse non morire, videoclip del singolo dei Modà (2013)
- Il Vangelo di Giovanni, videoclip del singolo dei Baustelle (2017)

### Pubblicità
- Sammontana (2018)

## Programmi televisivi
- Bravo Bravissimo Club (Rete 4; 1999)
- Quasi Gol (Disney Channel; 2003-2004)